# A Boy
Az A Boy (소년이여 Szonjonijo; „Egy fiú”) G-Dragon dél-koreai énekes-dalszerző Heartbreaker című albumának negyedik digitális kislemeze. A dalból a második kislemezként kiadott Breathe videóklipjének végén vetítettek egy rövid részletet, kedvcsinálóként, azonban a várakozásokkal ellentétben végül a Butterfly lett a harmadik kislemez, az A Boy pedig a negyedik. A dalszöveget G-Dragon írta, a YG Entertainmentnél eltöltött gyakornoki éveiről.

## Fordítás
- Ez a szócikk részben vagy egészben  a   Sonyeoniyeo című angol Wikipédia-szócikk ezen változatának fordításán alapul.  Az eredeti cikk szerkesztőit annak laptörténete sorolja fel. Ez a jelzés csupán a megfogalmazás eredetét és a szerzői jogokat jelzi, nem szolgál a cikkben szereplő információk forrásmegjelöléseként.

## Külső hivatkozások
- Hivatalos honlap